# Шумейко Віталій Леонідович
Шумейко Віталій Леонідович (нар. 6 жовтня 1981, Кривий Ріг) — український футболіст, захисник, відомий виступами за підмосковні «Хімки» і українську «Олександрію». Володар Кубка Казахстану з футболу.

## Клубна кар'єра
Віталій Шумейко народився 6 жовтня 1981 року у місті Кривий Ріг. Займатися футболом він почав у Дніпропетровському училищі фізичної культури, за команду якого відіграв у сезоні 1998—1999 років.
Професійну кар'єру розпочав у 1999 році у складі фарм-клубу «Кривбасу» у матчі проти ФК «Севастополь». Того сезону відіграв за криворіжців всього 2 матчі, а Кривбас завершив сезон на третій позиції групи Б другої ліги Чемпіонату України з футболу. Наступного сезону відіграв за команду 2 матчі чемпіонату і один кубковий матч проти армянського Титана, де криворіжці поступилися з рахунком 3:1.
Другу половину сезону 2000—01 гравець провів у нікопольському «Електрометалурзі», зігравши за команду 13 матчів чемпіонату. Нікопольці того сезону завершили боротьбу у чемпіонаті на сьомій позиції. У першій половині сезону 2001—02 років Шумейко відіграв за клуб з Нікополя 7 матчів чемпіонату та 2 матчі у кубку України.
Після піврічної перерви гравець приєднався до складу дніпродзержинської Сталі, за яку зіграв 7 матчів. Другу половину сезону провів вже у команді «Титан» з Армянська, де брав участь у 10-ти іграх чемпіонату.
У березні 2004 року приєднався до складу мелітопольського «Олкому», відігравши того сезону 14 матчів. Того ж сезону Віталій забив свій перший гол у ворота молодіжненської «Кримтеплиці». Доволі успішним для гравця був сезон 2004—2005 років, коли він зіграв 18 матчів чемпіонату, 1 матч кубку України і забив при цьому 2 м'ячі, причому обидва у ворота одеської команди. Наступного сезону Шумейко зіграв 14 матчів чемпіонату і 1 матч кубка.
У другій половині сезону 2005—06 футболіст приєднався до складу ФК «Олександрія», де провів два сезони своєї ігрової кар'єри, зігравши 32 матчі в українському чемпіонаті, і відзначившись трьома голами.
Своєю грою за останню команду привернув увагу представників російського «Спартака» з Нальчика, до складу якого приєднався у 2007 році. Того року відіграв 13 матчів за основну команду і 15 — за дублюючий склад. Встиг також того року відзначитися чотирма м'ячами: трьома у чемпіонаті і одним у кубку — у ворота ярославльського «Шинника». Наступного року став рідше з'являтися на полі у складі основної команди, і частіше — у складі молодіжної команди, за яку відіграв 18 матчів і забив 2 голи. Останній рік у команді грав виключно у молодіжній першості. По завершенні сезону гравець намагався потрапити до складу маріупольського «Іллічівця», однак до підписання контракту справа так і не дійшла. Були також переговори з одеським «Чорноморцем», однак представникам одеситів і нальчиківців не вдалося домовитися з приводу суми відступних.
У 2009 році приєднався до складу казахського «Атирау». У сезоні 2009 року відіграв вісім матчів, забив при цьому один гол. Його команда посіла шосте місце у турнірній таблиці чемпіонату. Натомість результат у кубку Казахстану був значно кращим — провівши 5 матчів і забивши 2 голи, Шумейко допоміг клубу вперше в своїй історії завоювати кубок Казахстану. Це досягнення дозволило казахам зіграти у наступному розіграші Ліги Європи. Однак сам Віталій жодного матчу у єврокубках не провів, відігравши наступного сезону лише 12 матчів чемпіонату Казахстану.
Другу половину 2010 року провів у складі астраханського «Волгара», де встиг зіграти 5 матчів і забити один гол. Одним із варіантів переходу гравця з російського клубу був запорізький «Металург», з командою якого він встиг провести кілька контрольних матчів, однак головний тренер Олег Лутков відмовився від такого трансферу. Наступного року Шумейко приєднався до складу підмосковних «Хімок», де відіграв два сезони своєї ігрової кар'єри. У складі клубу провів 40 матчів, забив 6 голів.
Наступний сезон гравець провів у московському «Торпедо», де зіграв 18 матчів і забив один гол. Протягом чемпіонату він двічі потрапляв до складу символічних збірних туру. За згодою обох сторін контракт із Торпедо Шумейко вирішив не продовжувати, а тому у футболіст 2013 приєднався до складу грузинської «Гурії» на запрошення тогочасного тренера команди, українця Романа Покори.

## Статистика виступів

### Статистика клубних виступів
| Клуб                       | Сезон              | Чемпіонат | Чемпіонат | Кубок    | Кубок | Кубок | Загалом | Загалом |
| Клуб                       | Сезон              | Ігор      | Голів     | Змагання | Ігор  | Голів | Ігор    | Голів   |
| -------------------------- | ------------------ | --------- | --------- | -------- | ----- | ----- | ------- | ------- |
| «Кривбас-2»                | 1999—00            | 2         | 0         |          | 0     | 0     | 2       | 0       |
| «Кривбас-2»                | 2000—01            | 2         | 0         | КУ       | 1     | 0     | 3       | 0       |
| «Кривбас-2»                | Загалом            | 4         | 0         |          | 1     | 0     | 5       | 0       |
| «Електрометалург-НЗФ»      | 2000—01            | 13        | 0         | КУ       | 0     | 0     | 13      | 0       |
| «Електрометалург-НЗФ»      | 2001—02            | 7         | 0         |          | 2     | 0     | 9       | 0       |
| «Електрометалург-НЗФ»      | Загалом            | 20        | 0         |          | 2     | 0     | 22      | 0       |
| «Сталь» (Дніпродзержинськ) | 2002—03            | 7         | 0         | КУ       | 1     | 0     | 8       | 0       |
| «Сталь» (Дніпродзержинськ) | Загалом            | 7         | 0         |          | 1     | 0     | 8       | 0       |
| «Титан» (Армянськ)         | 2002—03            | 10        | 0         |          | 0     | 0     | 10      | 0       |
| «Титан» (Армянськ)         | Загалом            | 10        | 0         |          | 0     | 0     | 10      | 0       |
| «Олком»                    | 2003—04            | 14        | 1         |          | 0     | 0     | 14      | 1       |
| «Олком»                    | 2004—05            | 18        | 2         | КУ       | 1     | 0     | 19      | 2       |
| «Олком»                    | 2005—06            | 14        | 0         | КУ       | 1     | 0     | 15      | 0       |
| «Олком»                    | Загалом            | 46        | 3         |          | 2     | 0     | 48      | 3       |
| «Олександрія»              | 2005—06            | 12        | 1         |          | 0     | 0     | 12      | 1       |
| «Олександрія»              | 2006—07            | 20        | 2         | КУ       | 1     | 0     | 21      | 2       |
| «Олександрія»              | Загалом            | 32        | 3         |          | 1     | 0     | 33      | 3       |
| «Спартак-Нальчик»          | 2007               | 13        | 2         | КР       | 3     | 1     | 16      | 3       |
| «Спартак-Нальчик»          | 2008               | 9         | 1         |          | 0     | 0     | 9       | 1       |
| «Спартак-Нальчик»          | Загалом            | 22        | 3         |          | 3     | 1     | 25      | 4       |
| «Атирау»                   | 2009               | 8         | 1         | КК       | 5     | 2     | 13      | 3       |
| «Атирау»                   | 2010               | 12        | 0         |          | 0     | 0     | 12      | 0       |
| «Атирау»                   | Загалом            | 20        | 1         |          | 5     | 2     | 25      | 3       |
| «Хімки»                    | 2011—12            | 39        | 6         | КР       | 1     | 0     | 40      | 6       |
| «Хімки»                    | Загалом            | 39        | 6         |          | 1     | 0     | 40      | 6       |
| «Торпедо» (Москва)         | 2012—13            | 18        | 1         | КР       | 1     | 0     | 19      | 1       |
| «Торпедо» (Москва)         | Загалом            | 18        | 1         |          | 1     | 0     | 19      | 1       |
| «Гурія»                    | 2013—14            | 1         | 0         |          | 0     | 0     | 1       | 0       |
| «Гурія»                    | Загалом            | 1         | 0         |          | 0     | 0     | 1       | 0       |
| Загалом за кар'єру         | Загалом за кар'єру | 219       | 17        |          | 17    | 3     | 236     | 20      |

## Титули та досягнення

### Командні
- Бронзовий призер другої ліги Чемпіонату України з футболу:

«Кривбас-2»: 1999—00.
- Срібний призер другої ліги Чемпіонату України з футболу:

«Олександрія»: 2005—06.
- Володар Кубка Казахстану з футболу[6]:

«Атирау»: 2009.